# كاثي فيلدز
كاثي فيلدز (بالإنجليزية: Kathy Fields)‏ هي مصورة وممثلة أمريكية، ولدت في يناير 1947 في الولايات المتحدة.

## وصلات خارجية
- كاثي فيلدز على موقع IMDb (الإنجليزية)
- كاثي فيلدز على موقع قاعدة بيانات الفيلم (الإنجليزية)